# Gaspar de Orense
Gaspar de Orense (Burgos, c. 1519 - Sanlúcar de Barrameda, 1555) fue un soldado español al mando de Pedro de Valdivia que colaboró en la Conquista de Chile.

## Conquista de Chile
Enviado al Perú antes de 1543, allí sirvió a Gonzalo Pizarro,  en la Canela, antes de su rebelión. Siguió a Chile en 1543 con Alonso de Monroy, de acuerdo a la solicitud de Pizarro con cartas de presentación para Valdivia.
Valdivia inició una expedición al Sur de Chile a principios de 1546. Orense destacó en un encuentro con los indígenas en tierras del toqui Andalién. Estaba bajo el mando de Francisco de Villagra desde diciembre de 1547. Villagra le ordenó que apresara al conspirador Pedro Sancho de la Hoz. Llevándolo apresado se dirigió a reprimir duramente a los indígenas que destruyeron la Serena en enero de 1549. Siguieron hacia el valle del Huasco , arribando el 28 de febrero. Reprimieron ferozmente a los indígenas del valle hasta el 6 de marzo.
Mientras se encontraba ocupado en el sometimiento de los indígenas de la región, Villagra supo del regreso a Chile de Pedro de Valdivia, por lo que despachó a Orense con cinco españoles a que fuese por la costa a recibir al gobernador. Se encontraron en Quintero, cerca de Valparaíso, a principios de mayo de 1549. Tras la Gran Rebelión de Encomenderos , a raíz de esto, las relaciones entre Valdivia y Orense se deterioraron, sin saberse las causas.

### Fundación de La Imperial
En 1551 fue cofundador y alcalde ordinario de La Imperial donde le fueron encomendados los aborígenes de las localidades de Tabón, Culimalén y Guamaque (o Guamaro). En 1553 Valdivia le obligó a trocar su encomienda de la Imperial por otra en Rapel, término de Santiago, que era de Juan Gómez de Almagro, quien tampoco quiso contradecir al gobernador.

### Batalla de Tucapel
Estaba en la Imperial cuando estalló la insurrección de diciembre de 1553. Reemplazó al teniente de gobernador de Concepción, Diego de Oro y se convirtió en hombre de confianza del sucesor de Valdivia, Francisco de Villagra. La batalla de Tucapel (también conocido como el desastre de Tucapel) fue una pelea decisiva efectuada dentro del contexto de la Guerra de Arauco entre los mapuches liderados por Lautaro y las huestes de Pedro de Valdivia en la loma de Tucapel, Chile el 25 de diciembre de 1553 o el 1 de enero de 1554. Resultó en una derrota para los españoles y la captura y muerte de Valdivia. Acabó el mito de la invencibilidad española en batallas campales entre los mapuches.
Éste y el Cabildo de Concepción, lo enviaron a Santiago a comunicar la muerte del extremeño y la declaración de Villagra como nuevo gobernador.
El Cabildo de Santiago le encargó notificar al de Concepción que aquél había elegido a Rodrigo de Quiroga como sucesor del difunto.

## Muerte
En vista de ello, Villagra envió a Orense a Lima en febrero de 1554, y a la Corte a gestionar la confirmación de su título. Su barco naufragó cerca de Sanlúcar de Barrameda, en enero de 1555. Su misión tuvo éxito pese a su muerte.

## Trivia
El Municipio de Quinta Normal tiene una calle a su nombre.